# نبرد کرج ابی دلف
نبرد کرج ابی‌دلف، نبردی است که در سال ۴۶۵ هجری بین ارتش سلجوقیان کرمان به رهبری قاورد و سلجوقیان بزرگ به رهبری ملکشاه در نزدیکی کرج ابی‌دولف  به علت دعوی حکومت قاورد و شورش بر ضد ملکشاه رخ داد که پس از ۳ روز نبرد، سرانجام سلاجقه کرمان شکست خوردند و قاورد نیز دستگیر و پس از مدتی به قتل رسید.

## شرح جنگ
پس از قدرت‌یابی قاورد در منطقه کرمان و مکران و فتح مناطقی همچون سیستان، عمان و فارس، درگیری‌های بین سلجوقیان کرمان و سلاجقه بزرگ (آلب‌ارسلان) رخ داد که در آخر قاورد سر بر اطاعت از بردار خود برداشت اما بعد از مرگ آلب‌ارسلان و به تخت نشستن ملکشاه، قاورد نسبت به این کار اعتراض کرد و حکومت را حق خود می‌دانست اما پس از نامه‌نگاری‌های فراوان بین طرفین با جواب مساعدی از طرف ملکشاه روبه‌رو نشد بنابراین سرپیچی خود را علنی کرد. وی برای رسیدن به حکومت و ادعای خود ارتش را مهیا ساخت و آماده حرکت به سمت ری شد تا آن‌جا را متصرف شود. وی توانست در میانه راه یزد و اصفهان ضمیمه حکومت خود کند اما قبل از رسیدن به ری، ملکشاه راه را بر وی بست و این دو در همدان (کرج ابی‌دلف) به هم رسیدند. سرانجام نبرد سختی بین طرفین روی داد که چندین روز طول کشید. ملکشاه در این جنگ از هم‌پیمانان خود یعنی اعراب موصل، حله و جزیره کمک خواست و سرانجام توانست پس از ۳ روز نبرد، عموی خود، قاورد، و پسرش سلطان‌شاه را اسیر کند و پس چند روز از زندانی کردن وی، با مشورت خواجه نظام‌الملک او را با سم به قتل رساند تا این‌چنین دیگر هواخواهان حکومت بترساند تا شورشی علیه وی نشود.